# Eucalyptus longissima
Eucalyptus longissima là một loài thực vật có hoa trong Họ Đào kim nương. Loài này được D.Nicolle mô tả khoa học đầu tiên năm 2005.